# Down in a Hole
«Down in a Hole» es una canción de rock escrita por la banda estadounidense de grunge Alice in Chains, lanzada como sencillo y es la canción #12 en su segundo álbum de estudio de la banda, Dirt.
Las primeras versiones del disco, las cuales estaban en Estados Unidos y Canadá, tenían a Down in a Hole como la canción número 12 entre Angry Chair (como la 11) y Would? (como la 13), que es por muchos, la versión oficial del disco.
Pero en las versiones que después sacaron en Estados Unidos y Canadá, se ubicaba Down in a Hole como la canción 4 entre Rain When I Die (como la 3) y Sickman (como la 5), tal y como estaban las versiones de Australia y Europa.
Hasta ahora la recién mencionada versión es la más conocida del disco.

## Historia
La canción habla acerca de alguien que esta profundamente debilitado y ubicado en el profundo de un agujero, con ganas de morir y falta de fuerza para salir, y está a punto de ser enterrado, para luego morir.
Hay una versión acústica de la canción en el concierto Unplugged de la banda.
Fue una de las cuatro canciones de Alice in Chains incluidas en la Lista de canciones inapropiadas según Clear Channel Communications tras los atentados del 11 de septiembre de 2001.

## Video
El vídeo fue sacado en 1993 y fue dirigido por Nigel Dick. El video está disponible en el DVD Music Bank: The Videos. Fue el primer vídeo en donde apareció el bajista actual de la banda, Mike Inez, reemplazando al original Mike Starr que fue expulsado.